# La Autopista
La Autopista (en hangul, 트랙시티) también conocido como Track City es una serie de televisión animada surcoreana emitida entre 2000 y 2002.
Fue emitida por SBS entre el 5 de enero de 2000 y el 30 de mayo de 2002 con una longitud total de  26 episodios, fue doblado al español en México. Su trama era de las carreras de autos a control remoto en el mundo de los videojuegos.

## Sinopsis
Jimmy es un niño común que le gustan mucho los juegos de computadora, de repente escucha una voz que proviene de su computadora y es trasportado a un universo de computarizado. Despierta en la ciudad Janian y la alcaldesa le explica que él es el elegido para manejar un pequeño auto a radiocontrol, y salvar a la ciudad de que la exterminen, para eso debe derrotar en carreras a diferentes rivales, poniendo en juego su vida en cada competición. Tiene un grupo de amigos que le ayudan a evitar sabotajes y a mejorar su vehículo.

## Doblaje
| Personaje       | Voz en español   |
| --------------- | ---------------- |
| Jiny            | Benjamín Rivera  |
| Dambi (Marta)   | Mariana Ortiz    |
| Kapiman         | Carlos Íñigo     |
| Alcalde         | Carlos del Campo |
| Cruella         | Loretta Santini  |
| Oscuro Vengador | Mario Sauret     |
| Miguel Ángel    | Gabriel Gama     |
| Lee Near        | Rebeca Manríquez |

## Emisión internacional
- Argentina: Fox Kids y TyC Sports.
- Colombia: Fox Kids
- Venezuela: Fox Kids
- Ecuador: Fox Kids y TVC Sports
- Paraguay: Fox Kids y Tigo Sports.
- Uruguay: Fox Kids y VTV Sports.